# Tierra de pasiones (telenovela)
Tierra de pasiones es una telenovela estadounidense producida por Telemundo-RTI para Telemundo en el año 2006, es una historia original escrita por Eric Vonn.
Protagonizada por Gabriela Spanic y Saúl Lisazo; y con las participaciones antagónicas de Catherine Siachoque, Héctor Suárez, Geraldine Bazan, Carolina Lizarazo y Ricardo Chávez. Cuenta además con las actuaciones estelares de Francisco Gattorno, Ariel López Padilla, Elluz Peraza, Sergio Catalán, Bernie Paz y Arap Bethke.
La telenovela toca temas tales como la migración, la homosexualidad, la drogadicción y promiscuidad en jóvenes, el incesto y algunos de los pecados capitales representados en diversos personajes de la telenovela.

## Sinopsis
Valeria San Román es una bella mujer de fuerte carácter que vive en una constante lucha con su padre, José María San Román, más conocido como "Don Chema"; un prestigioso terrateniente dueño de los viñedos más importantes de la región. La enemistad entre padre e hija se debe a que, en el pasado, Don Chema separó a Valeria de Pablo Gonzáles, el hombre que ella amaba, y también le quitó a la niña que dio a luz para criarla como si fuera hija suya.
Belinda, la hija de Valeria y Pablo, crece hasta convertirse en una muchacha promiscua, egoísta y malintencionada. Desconocedora de sus verdaderos orígenes, Belinda le hace la vida imposible a Valeria, influenciada por la maldad de su supuesto padre.
Valeria está comprometida con Miguel Valdez, y cree haber encontrado en él el amor que su padre le arrebató en el pasado; sin embargo, un día antes de su boda, se entera de que Don Chema pagó a Miguel para que se case con ella y se la lleve lejos y no se descubra que fue él quien ordenó el asesinato de la madre de Valeria para apoderarse del rancho familiar. Destrozada, Valeria deja plantado en el altar a Miguel y desenmascara a su padre delante de todos los invitados. 
Paralelamente, Gustavo Contreras, otro importante terrateniente de la región, se encuentra en la ruina por culpa de los derroches económicos de su joven esposa, Marcia Hernández. 
Don Gustavo recibe la visita de su hijo, Francisco, y su nieto, Roberto, que llegan al rancho huyendo de los problemas en los que se ha metido Roberto por su afición a las apuestas. Cuando Francisco descubre que su padre se ha casado con la hermana de su prometida, Paula Hernández, y que esta estaba al tanto de toda la situación, rompe su compromiso con ella por haberle ocultado la verdad.
Llevado por la desesperación, don Gustavo se suicida de un disparo y Marcia y Francisco se convierten en sus herederos. El rancho Contreras se convierte en un campo de batalla entre Francisco y Marcia, quien no solo desea quedarse con todo el dinero del difunto, sino que también invita a Paula a vivir con ellos para ayudarla a que recobrar el amor de Francisco.  
Valeria y Francisco se conocen y poco a poco se enamoran, pero la vida les pondrá a prueba cuando las intrigas y la maldad de las hermanas Hernández amenacen con separar a la pareja. 
La historia dará otro gran giro dramático cuando se descubra que Pablo, el verdadero padre de Belinda, está vivo y quiere volver con Valeria. Además, se descubrirá un secreto que nadie se esperaba.

## Elenco
- Gabriela Spanic — Valeria San Román Rentería de Contreras
- Saúl Lisazo — Francisco Contreras Urdaneta
- Catherine Siachoque — Marcia Hernández Piñeiros Vda. de Contreras / Vda. de Arismendi
- Héctor Suárez — José María San Román "Don Chema" / Gonzalo Velázquez "Chalo"
- Francisco Gattorno — Pablo González
- Sergio Catalán — Jorge San Román Rentería / Plutarco
- Isabel Moreno — Mariana Sánchez "Nana"
- Geraldine Bazan — Belinda San Román Rentería
- Arap Bethke — Roberto Contreras "Beto"
- Julio Ocampo — Andrés López / Andrés González San Román
- Carolina Lizarazo — Paula Hernández Piñeiros
- Jéssica Cerezo — Daniela Domínguez "Danny"
- Carlos East — Alejandro Domínguez "Alex"
- Eduardo Cuervo — Mauricio López "Mauro"
- Elluz Peraza — Laura Armenta de Contreras
- Ariel López Padilla — Javier Ortigoza
- Kenya Hijuelos — Lorna Gálvez
- Xavier Coronel — Ismael Ojeda
- Freddy Víquez — Juancho
- Leonard Krys — Elías Caballero
- Fred Valle — Gustavo Contreras
- Ricardo Chávez — Miguel Valdéz
- Chela Arias — Mercedes Armenta
- Adriana Oliveros — Mariela
- Nancy Álvarez — Yolanda "Yolandita"
- Raúl Izaguirre — Carlos Domínguez
- Alcira Gil — Zoraida Beltrán
- Germán Barrios — Agustín Arizmendí
- Juan David Ferrer — Raúl Reyes
- Bernie Paz — Fernando Montero Arismendi
- Joel Sotolongo — David
- Juan Carlos Gutiérrez — Horacio Acevedo
- Ivelín Giro — Bibiana Alfaro "Bibi"
- Lilian Tapia — Elvira Acevedo
- Teresa Tuccio — Gabriela López
- Bernhard Seifert — Ramiro
- Roxana Peña — Patricia
- Michelle Jones — Teresa
- Álvaro Ruiz — Padre Amado
- Francheska Mattei — Lupe
- Diana López — Campesina
- Liliana Rodríguez — Lourdes Aguilar "Lulú"
- Carlos Mesber — Gerardo Aguilar
- Gladys Yáñez — Pilar Aguilar
- Martha Mijares — Olga Flores "Olguita"
- Clemencia Velásquez — Dora Gálvez
- Eduardo Ibarrola — Rómulo Gálvez
- Renán Almendariz Coello — Jesús Gálvez
- Anabel Leal — Alicia Ramírez.
- Andrea Martínez — Carolina Contreras San Román
- Luís Celeiro — Álvaro
- Ronny Montemayor — Henry Luque
- Sonia Noemí González — Cecilia
- Iván Hernández — Cándido
- Osvaldo Strongoli — Detective
- Guisela Moro — Betty
- Gerardo Riverón — Doctor Mora
- Iván Rodríguez Naranjo — Alvarito
- Esteban Villarreal — Contador
- Alejandro Orendain — Doctor
- Enrique Herrera — Abogado